# Beania conferta
Beania conferta is een mosdiertjessoort uit de familie van de Beaniidae. De wetenschappelijke naam van de soort is voor het eerst geldig gepubliceerd in 1886 door MacGillivray.